# 바그너도가머리박쥐
바그너도가머리박쥐 또는 바그너사냥개박쥐(Eumops glaucinus)는 큰귀박쥐과에 속하는 박쥐의 일종이다. 아메리카 대륙의 아르헨티나와 페루 북부 지역부터 멕시코와 쿠바까지 지역의 토착종이다. 미국 플로리다 개체군은 이제 별도의 플로리다도가머리박쥐(E. floridanus)로 분류하고 있다.

## 특징
바그너도가머리박쥐는 중형 사냥개박쥐의 일종이지만 크기는 다양하다. 몸길이는 거칠게 24 또는 25cm이고, 몸무게는 30~47g이며 임신한 암컷이 약간 무겁다. 일반적으로 수컷이 암컷보다 크다. 연한 색 바탕에 짧고 윤기가 흐르는 두 가지 색을 띠는 털을 갖고 있으며, 전체적으로는 검은색과 갈색, 회색, 황갈색을 띤다. 하체는 좀더 탁하고 연한 색이다. 주둥이가 길다. 잎 모양의 코와 튀어 나온 윗입술을 갖고 있지 않지만 눈 위에 돌기가 나 있다. 귀 길이는 약 2cm이고 길것보다 넓다. 귀는 "도가머리" 형태를 형성하며 연결된다. 날개 폭은 약 41~47cm이다. 날개는 다른 사냥개박쥐류와 마찬가지로 좁다. 날개가 길게 발달해 있지만, 특히 앞이 트인 지역에서 빨리 날 수 있다. 사향 냄새를 풍긴다. 수컷은 기능이 알려지지 않은 구강 흉선을 갖고 있으며, 암컷을 부르거나 영역을 나타내기 위해 사용하는 것으로 추정된다.

## 분류
플로리다도가머리박쥐(E. floridanus)는 바그너도가머리박쥐의 아종으로 간주되었지만 이후 별도의 종으로 승격되었다. 비록 바그너도가머리박쥐가 다양함에도 불구하고 하나의 종으로 취급되었지만, 복합종의 하나로 추정되었다. 이 복합종은 4종, 바그너도가머리박쥐와 플로리다도가머리박쥐, 페록스도가머리박쥐 그리고 에콰도르에서 발견되는 미명명종의 집단으로 정의되었다.